# Walter Kasper
Pour les articles homonymes, voir Kasper.
Walter Kasper, né le 5 mars 1933 à Heidenheim, en Allemagne, est un théologien et un cardinal catholique allemand, président émérite du Conseil pontifical pour la promotion de l'unité des chrétiens depuis juillet 2010.

## Biographie

### Formation
Après son baccalauréat obtenu en 1952, Walter Kasper commence des études de philosophie et de théologie à Tübingen et Munich. Il est ordonné prêtre pour le diocèse de Rottenburg-Stuttgart le 6 avril 1957 et obtient son doctorat en théologie à l'université de Tübingen en 1961, avec une thèse sur « la doctrine de la Tradition sous l'École romaine ».

### Prêtre et théologien
Il consacre l'essentiel de son ministère sacerdotal à l'enseignement. D'abord assistant des professeurs Leo Scheffczyk et Hans Küng (entre 1961 et 1964), il soutient sa thèse d'habilitation en 1964 sur la philosophie et la théologie de l'histoire dans la philosophie du dernier Schelling (« Philosophie und Theologie der Geschichte in der Spätphilosophie Schellings »). Il devient professeur de théologie dogmatique à la faculté théologique de Münster (de 1964 à 1970), dont il sera doyen, puis professeur de dogmatique à l'université de Tübingen (de 1970 à 1989). Il est reconnu comme un théologien marquant dès son ouvrage intitulé « Jésus, le Christ » (1974, tr. fr. 1976).
Il est secrétaire du synode extraordinaire des évêques à Rome en 1985.
Il a été membre de la Commission théologique internationale et a été le rédacteur principal de « La Foi de l'Église » (catéchisme allemand des adultes). Il a participé à la commission de dialogue théologique Foi et Constitution du Conseil œcuménique des Églises.
Il est généralement considéré comme un théologien catholique à la fois ouvert, solide et sûr, tout étant parfois attaqué pour son modernisme. D'après le professeur Gilles Routhier (qui partage ses idées), de l'Université Laval (Québec) : « Amorcée dans le sillage du concile Vatican II, l’œuvre théologique du professeur Kasper reflète bien les débats qui ont cours dans l’Église catholique depuis le concile. Tour à tour au comité de rédaction des deux grandes revues qui ont alimenté ce débat — Concilium (1970-1977) et Communio (à partir de 1983) —, le professeur Kasper a tenté de concilier la liberté du théologien et la référence au magistère, les questions et les requêtes de nos contemporains et la fidélité à la tradition. »

### Évêque
Nommé évêque de Rottenburg-Stuttgart le 17 avril 1989, il est consacré le 17 juin suivant.
En 1993, avec Karl Lehmann, évêque de Mayence et Oskar Saier (de), archevêque de Fribourg-en-Brisgau, il demande qu'en certaines circonstances l’accès à la communion eucharistique puisse être ouvert à des divorcés remariés, ce qui est refusé par Rome.
En 1994, Walter Kasper copréside la Commission internationale du dialogue catholiques-luthériens. Il fait beaucoup pour parvenir à la signature de l'accord entre luthériens et catholiques sur la justification par la foi qui sera signé à Augsbourg le 31 octobre 1999. Cette déclaration commune sur la justification est le résultat de plus de trente ans de dialogue luthériens-catholiques.
Dès janvier 1996, il appartient par ailleurs à la « mafia de Saint-Gall ».
Le 16 mars 1999, il est nommé à Rome comme secrétaire du Conseil pontifical pour la promotion de l'unité des chrétiens.

### Cardinal
Il est créé cardinal par le pape Jean-Paul II lors du consistoire du 21 février 2001 avec le titre de cardinal-diacre de l’Ognissanti in Via Appia Nuova à l'église Ognissanti et devient président du Conseil pontifical pour la promotion de l'unité des chrétiens le 3 mars 2001. Il participe au conclave de 2005 qui élit Benoît XVI ; le nouveau pape le confirme dans sa charge le 21 avril 2005.
Frappé par la limite d'âge, il est remplacé le 1er juillet 2010 à la présidence du conseil pontifical par Kurt Koch, jusqu'alors évêque de Bâle. Le 21 février 2011, comme le lui permet le code de droit canonique après 10 ans dans l'ordre des cardinaux-diacre, il opte pour l'ordre des cardinaux-prêtres, conservant pro hac vice le titre de l’Ognissanti in Via Appia Nuova.
Au sein de la curie romaine, il est également jusqu'à son quatre-vingtième anniversaire, membre de la Congrégation pour la doctrine de la foi, de la Congrégation pour les Églises orientales, du Conseil pontifical pour la culture, du Conseil pontifical pour les textes législatifs, du Conseil pontifical pour le dialogue inter-religieux et du Tribunal suprême de la Signature apostolique.
Il atteint l'âge de 80 ans le 5 mars 2013, au cours de la période de vacance du siège apostolique consécutive à la renonciation de Benoît XVI. Conformément à la constitution apostolique Universi Dominici Gregis, il prend part au conclave qui s'ouvre le 12 mars et ne perd sa qualité d'électeur qu'à l'issue de celui-ci, après l'élection du pape François. Ainsi, il ne peut pas prendre part aux votes du conclave de 2025 (élection de Léon XIV).
Sa mission internationale « conduit ce baroudeur de l'œcuménisme à aller à la rencontre des responsables des Églises et des Communautés ecclésiales du monde protestant, orthodoxe et anglican ».

## Positions
En 2000-2001, il eut un débat avec Joseph Ratzinger sur la relation entre les Églises locales et l'Église universelle. À cette occasion, W. Kasper insiste sur l'existence simultanée de l'unité de l'Église et de sa diversité manifestée dans les différentes Églises locales.
Les traditionalistes de la Fraternité sacerdotale Saint-Pie-X (FSSPX) entretiennent des rapports difficiles avec lui.
Il est généralement apprécié par les milieux œcuméniques.
Il provoque la polémique et son exclusion de l'escorte papale prévue le 16 septembre 2010 lors de la visite de Benoît XVI au Royaume-Uni en déclarant dans un hebdomadaire allemand : « Lorsque vous atterrissez à l'aéroport d'Heathrow, parfois vous avez l'impression d'avoir atterri dans un pays du Tiers-Monde », en ajoutant qu'« en Angleterre, un néo-athéisme agressif s'est répandu » et dénonçant les discriminations à l'encontre des catholiques.

## Écrits
Le cardinal Walter Kasper a été professeur de théologie dogmatique à Münster puis à Tübingen. Ordonné évêque en 1989, il a été secrétaire du Conseil pontifical pour la promotion de l'unité des chrétiens de 1999 à 2010.
Ensemble sous l'autorité de Jésus

« La lettre aux Éphésiens (cf. Ep 2, 13-22) nous dit les fondements de l'œcuménisme. Le fondement est Jésus Christ, concrètement, la mort et la résurrection de Jésus Christ. Affirmant cela, la lettre nous préserve d'entrée de jeu du risque de voir l'œcuménisme glisser vers un humanisme universel qui, à son point extrême, débouche dans l'idéologie franc-maçonne : « Millions, soyez embrassée. » Le fondement d'un œcuménisme humaniste universel de ce type n'est pas Jésus Christ, mais une religion passe-partout et fade : nous avons tous un même Dieu, nous n'avons pas besoin d'Église, et on peut se passer entièrement d'énoncés de la foi.
Une telle conception, libérale et rationaliste, est le plus grand ennemi du mouvement œcuménique. Il le prive du fondement et de la motivation dont il est issu. La formule de base du Conseil œcuménique des Églises (l'Église catholique n'en est pas membre) a formulé ces fondements ; le deuxième concile du Vatican l'a reprise de façon explicite. Il y est dit : « Au mouvement œcuménique prennent part ceux qui invoquent le Dieu Trinité et confessent Jésus Christ pour Seigneur et Sauveur » (Unitatis Redintegratio n° 1). On affirme par là sans équivoque que le mouvement œcuménique repose sur le socle commun de la foi de l'Église non encore divisée des premiers siècles, sur la foi en Jésus Christ Fils de Dieu et sur la foi en Dieu Trinité. Il n'y a pas d'œcuménisme sans ces fondements bibliques et dogmatiques. »

— Card. Walter Kasper. Sacrement de l'unité, Eucharistie et Église, Paris, Cerf, 2005, p. 58-59.
Commentaire selon saint Luc (Lc 18, 1-8) :

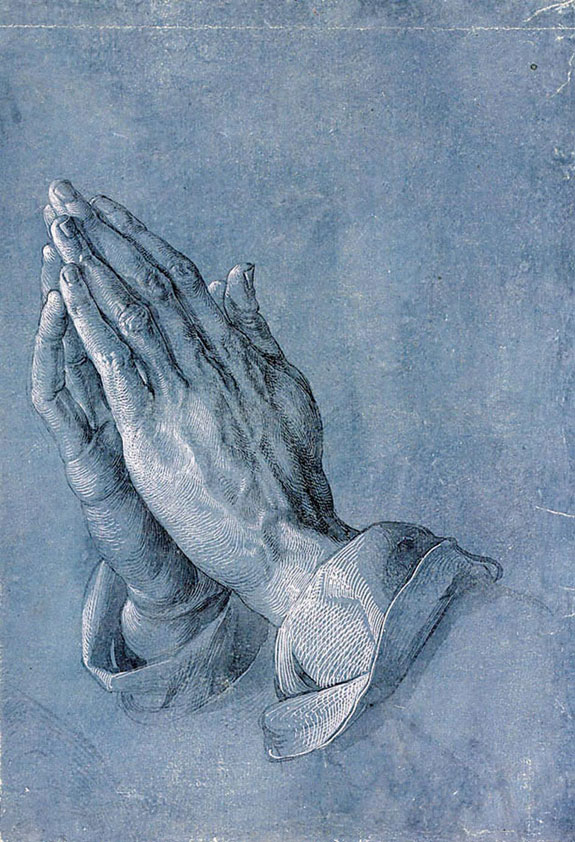
La Prière, détail, Albrecht Dürer.

La prière est la nourriture essentielle de la foi

« Il n'y a pas de foi vivante ni de possibilité de progresser dans la foi si on ne se tourne pas vers Dieu, si l'on ne fait monter vers lui sa prière, que ce soit dans le secret, ou en communion avec une assemblée. En effet, l'acte de foi n'étant adressé qu'à Dieu seul, la prière en est l'âme et la respiration. La prière est la nourriture essentielle de la foi. Sans prière la foi manque d'air, elle étouffe. C'est pourquoi nous ne devrions jamais oublier de solliciter le don et la lumière de l'Esprit Saint dans notre prière.
Car la foi, tout comme le progrès de la foi, est un don que l'on reçoit, une grâce qui nous est faite. Les saints sont nombreux à avoir décrit le chemin de la foi. Tous leurs récits sont unanimes sur ce point : ce chemin, loin d'être une chaussée large et lisse, est étroit et rocailleux. C'est la voie de la purification et de la conversion constante, du renoncement, souvent douloureux, et du perpétuel recommencement. Ce chemin passe aussi par le désert de l'aridité intérieure, tous les grands saints en ont fait l'expérience. Tant qu'il n'a pas atteint les sommets auxquels aspire, l'homme est incapable d'un détachement suffisant et du désintéressement de l'amour, enraciné dans la foi. »

— Card. Walter Kasper. La foi au défi, Paris, Nouvelle Cité, 1989, p. 62-63.

## Œuvres
- Dogme et Évangile (avec René Marlé), Paris, Cerf, 1967
- Renouveau de la méthode théologique, Paris, Cerf, 1968
- Jésus le Christ, Paris, Cerf, 1976
- Walter Kasper et Arno Schilson, Théologiens du Christ aujourd'hui, Desclée, Cerf, 1978
- Le Dieu des chrétiens, Paris, Cerf, 1985
- La Foi au défi, Nouvelle Cité édition, 1989, 126 p. (ISBN 978-2-8531-3190-2) - réédition : 1995.
- La Théologie et l'Église, Paris, Cerf, 1990
- L'espérance est possible, Paris, Parole et silence, 2002
- Sacrement de l'unité, eucharistie et Eglise, Les éditions du Cerf, coll. « Documents des Eglises », 2005, 157 p. (ISBN 978-2-204-07800-9)
- Serviteur de la joie : La vie de prêtre et le service sacerdotal, Les éditions du Cerf, 2007, 158 p. (ISBN 978-2-2040-8401-7)
- Manuel d'œcuménisme spirituel, Paris, Nouvelle Cité, 2007
- Walter Kasper (trad. de l'allemand), La Miséricorde. Notion fondamentale de l’Évangile, clé de la vie chrétienne, Nouan-le-Fuzelier, Editions des Béatitudes, coll. « Theologia », 2015, 214 p. (ISBN 978-2-84024-818-7)
- Luther (trad. de l'allemand), Paris, Les éditions du Cerf, coll. « Histoire », 2017, 106 p. (ISBN 978-2-204-11652-7)
- Walter Kasper (trad. de l'allemand), La Joie des chrétiens, Paris, Salvator, coll. « Forum », 2019, 255 p. (ISBN 978-2-7067-1771-0)